# Élections européennes de 2019 en Suède
Les élections européennes de 2019 en Suède sont les élections des députés de la neuvième législature du Parlement européen, qui se déroulent du 23 mai au 26 mai 2019 dans tous les États membres de l'Union européenne, dont la Suède où elles auront lieu le 26 mai 2019.
Le 21e élu (Les Verts) ne siège qu'après le Brexit, à compter du 1er février 2020, car la Suède bénéficie d'un siège supplémentaire, à la suite de la sortie du Royaume-Uni de l'Union européenne.

## Mode de scrutin
Les vingt eurodéputés suédois sont élus au suffrage universel direct par les citoyens suédois et les ressortissants de l’UE résidant en Suède, et étant âgés de plus de 18 ans. Le scrutin se tient au sein d'une circonscription unique, à la proportionnelle, selon le mode de vote préférentiel. Les sièges sont attribués aux listes ayant dépassé 4 % des suffrages exprimés selon une version modifiée de la méthode de Sainte-Laguë.

## Contexte
Au niveau européen, le scrutin intervient dans un contexte inédit. La mandature 2014-2019 a en effet vu intervenir plusieurs événements susceptibles d'influer durablement sur la situation politique européenne, comme le référendum sur l'appartenance du Royaume-Uni à l'Union européenne en 2016, l'arrivée ou la reconduction au pouvoir dans plusieurs pays de gouvernements eurosceptiques et populistes (en Hongrie en 2014, en Pologne en 2015, en Autriche en 2017 et en Italie en 2018) et l'adoption de l'Accord de Paris sur le climat en 2015. Les élections interviennent alors que la Commission européenne est présidée depuis 15 ans par le Parti populaire européen (PPE) ; la Commission sortante, présidée par Jean-Claude Juncker, rassemble des membres du PPE, de l'Alliance des libéraux et des démocrates pour l'Europe et du Parti socialiste européen.
En Suède, le scrutin intervient un an après des élections législatives marquée par un léger déclin des deux principaux partis (Parti social-démocrate et Modérés) au détriment des autres dont notamment le parti d'extrême droite Démocrates de Suède. L'absence d'une majorité nette et le refus de coopération entre les trois blocs ont conduit à un blocage politique pour la formation d'un gouvernement.

## Campagne

### Candidats et partis
| Parti politique | Parti politique                                     | Positionnement et idéologie                                       | Chef de file      | Affiliation européenne | Sièges en 2014 | Sièges en 2014   |
| Parti politique | Parti politique                                     | Positionnement et idéologie                                       | Chef de file      | Affiliation européenne | Nombre         | Groupe politique |
| --------------- | --------------------------------------------------- | ----------------------------------------------------------------- | ----------------- | ---------------------- | -------------- | ---------------- |
|                 | Parti social-démocrate suédois des travailleurs (S) | Centre gauche Social-démocratie                                   | Heléne Fritzon    | PSE                    | 5 / 20         | S&D              |
|                 | Parti de l'environnement Les Verts (MP)             | Centre gauche Écologie politique                                  | Alice Bah Kuhnke  | PVE                    | 4 / 20         | Verts/ALE        |
|                 | Modérés (M)                                         | Droite Libéral conservatisme                                      | Tomas Tobé        | PPE                    | 3 / 20         | PPE              |
|                 | Les Libéraux (L)                                    | Centre droit Social-libéralisme                                   | Karin Karlsbro    | ALDE                   | 2 / 20         | ADLE             |
|                 | Démocrates de Suède (SD)                            | Droite à extrême droite Nationalisme, national-conservatisme      | Peter Lundgren    | ADDE                   | 2 / 20         | ELDD             |
|                 | Parti du centre (C)                                 | Centre Social libéralisme, agrarisme                              | Fredrick Federley | ALDE                   | 1 / 20         | ADLE             |
|                 | Parti de gauche (V)                                 | Gauche à gauche radicale Socialisme démocratique, euroscepticisme | Malin Björk       | NGLA                   | 1 / 20         | GUE/NGL          |
|                 | Chrétiens-démocrates (KD)                           | Droite Démocratie chrétienne, Conservatisme                       | Sara Skyttedal    | PPE                    | 1 / 20         | PPE              |
|                 | Initiative féministe (F!)                           | Gauche Féminisme, féminisme radical                               | Soraya Post       |                        | 1 / 20         | S&D              |

### Sondages
| Sondeur           | Date            | V      | F      | MP      | S       | C      | L      | M       | KD     | SD     | Autres |
| ----------------- | --------------- | ------ | ------ | ------- | ------- | ------ | ------ | ------- | ------ | ------ | ------ |
| Sondeur           | Date            |        |        |         |         |        |        |         |        |        |        |
| SKOP              | 27 mars 2019    | 7,6 %  | 1,4 %  | 9,2 %   | 25,7 %  | 7,6 %  | 4,5 %  | 17,7 %  | 9,3 %  | 15,1 % | 1,9 %  |
| Sifo              | 25 mars 2019    | 8,6 %  | 1,5 %  | 8,1 %   | 25,2 %  | 7,1 %  | 4,0 %  | 16,2 %  | 10,4 % | 17,3 % | 1,5 %  |
| Novus             | 24 mars 2019    | 10,6 % | 1,2 %  | 9,2 %   | 25,5 %  | 9,2 %  | 5,0 %  | 13,7 %  | 8,9 %  | 14,3 % | 2,4 %  |
| Sifo              | 25 février 2019 | 10,0 % | 1,2 %  | 6,4 %   | 27,5 %  | 5,8 %  | 3,8 %  | 16,4 %  | 8,6 %  | 18,0 % | 2,3 %  |
| Élections de 2014 | 25 mai 2014     | 6,30 % | 5,49 % | 15,41 % | 24,19 % | 6,49 % | 9,91 % | 13,65 % | 5,93 % | 9,67 % | 2,96 % |

## Résultats
| Partis                   | Partis                                              | Voix      | %      | +/-  | Sièges | +/- | Groupe  |
| ------------------------ | --------------------------------------------------- | --------- | ------ | ---- | ------ | --- | ------- |
|                          | Parti social-démocrate suédois des travailleurs (S) | 974 589   | 23,48  | 0,71 | 5      | 0   | S&D     |
|                          | Modérés (M)                                         | 698 770   | 16,83  | 3,18 | 4      | 1   | PPE     |
|                          | Démocrates de Suède (SD)                            | 636 877   | 15,34  | 5,68 | 3      | 1   | CRE     |
|                          | Parti de l'environnement Les Verts (MP)             | 478 258   | 11,52  | 3,89 | 3      | 1   | GV/ALE  |
|                          | Parti du centre (C)                                 | 447 641   | 10,78  | 4,30 | 2      | 1   | RE      |
|                          | Chrétiens-démocrates (KD)                           | 357 856   | 8,62   | 2,69 | 2      | 1   | PPE     |
|                          | Parti de gauche (V)                                 | 282 300   | 6,80   | 0,50 | 1      | 0   | GUE/NGL |
|                          | Les Libéraux (L)                                    | 171 419   | 4,13   | 5,79 | 1      | 1   | RE      |
|                          | Initiative féministe (F!)                           | 32 143    | 0,77   | 4,71 | 0      | 1   | S&D     |
|                          | Parti Pirate (PP)                                   | 26 526    | 0,64   | 1,59 | 0      | 0   | GV/ALE  |
|                          | Alternative pour la Suède (AFS)                     | 19 178    | 0,46   | 0,46 | 0      | 0   | NI      |
|                          | Coalition des Citoyens (MED)                        | 6 363     | 0,15   | 0,15 | 0      | 0   | NI      |
|                          | Parti du Changement (PV)                            | 5 171     | 0,12   | 0,12 | 0      | 0   | NI      |
|                          | Parti Animaliste (DjuP)                             | 4 105     | 0,10   | 0,14 | 0      | 0   | NI      |
|                          | Parti Rural Indépendant (LPo)                       | 2 059     | 0,05   | 0,05 | 0      | 0   | NI      |
|                          | Parti des Valeurs Chrétiennes (KrVP)                | 1 596     | 0,04   | 0,04 | 0      | 0   | NI      |
|                          | Démocratie Directe (DD)                             | 1 276     | 0,03   | 0,03 | 0      | 0   | NI      |
|                          | Parti communiste (SKP)                              | 974       | 0,02   | 0,02 | 0      | 0   | NI      |
|                          | Parti Libéral Classique (KLP)                       | 702       | 0,02   | 0,02 | 0      | 0   | NI      |
|                          | Nous, conservateurs sociaux (ViS)                   | 715       | 0,02   | 0,01 | 0      | 0   | NI      |
|                          | Basinkomstpartiet (BASIP)                           | 213       | 0,01   | 0,01 | 0      | 0   | NI      |
|                          | Partie de la Scanie (SKÅ)                           | 117       | > 0,01 | -    | 0      | 0   | NI      |
|                          | La Suède hors de l'UE (FRP)                         | 103       | > 0,01 | -    | 0      | 0   | NI      |
|                          | Parti de la Sécurité (TRP)                          | 53        | > 0,01 | -    | 0      | 0   | NI      |
|                          | Nouvelle Réforme (NYREF)                            | 50        | > 0,01 | -    | 0      | 0   | NI      |
|                          | Sens Commun en Suède (CSIS)                         | 33        | > 0,01 | -    | 0      | 0   | NI      |
|                          | Parti Travailliste Européen (EAP)                   | 29        | > 0,01 | -    | 0      | 0   | NI      |
|                          | Parti de la Liberté du Soleil (SF)                  | 19        | > 0,01 | -    | 0      | 0   | NI      |
|                          | Parti pour la République                            | 8         | > 0,01 | -    | 0      | 0   | NI      |
|                          | Le nouveau parti                                    | 7         | > 0,01 | -    | 0      | 0   | NI      |
|                          | Alliance chrétienne et centriste (VSAM)             | 3         | > 0,01 | -    | 0      | 0   | NI      |
|                          | Kustkult (K)                                        | 2         | > 0,01 | -    | 0      | 0   | NI      |
|                          |                                                     |           |        |      |        |     |         |
| Votes valides            | Votes valides                                       | 4 151 470 | 99,13  |      |        |     |         |
| Votes blancs et nuls     | Votes blancs et nuls                                | 36 378    | 0,87   |      |        |     |         |
| Total                    | Total                                               | 4 187 848 | 100    | -    | 21     | 1   | -       |
| Abstentions              | Abstentions                                         | 3 389 069 | 44,73  |      |        |     |         |
| Inscrits / Participation | Inscrits / Participation                            | 7 576 917 | 55,27  |      |        |     |         |